# John Raphael Smith
John Raphael Smith (ur. 1751 w Derby, zm. 2 marca 1812 w Doncaster) – angielski malarz, pastelista i rytownik. Syn Thomasa Smitha z Derby, malarza pejzażysty i ojciec Johna Rubensa Smitha, malarza, który wyemigrował do Stanów Zjednoczonych.